# Belong to the World
Singles de The Weeknd
Kiss Land
(2013) Odd Look (remix)
(2013)
Belong to the World est une chanson du chanteur canadien The Weeknd, sortie le 16 juillet 2013 comme étant le second single de l'album Kiss Land.

## Contexte
Le 6 juillet 2013, le chanteur dévoile le single lors d'un concert au Mod Club Theatre à Toronto,. Les paroles évoquent le fait de tomber amoureux de la mauvaise personne ainsi que d'une relation sérieuse qu'aurait eu le chanteur.  

## Classement
| Classement                      | Pays       | Position | Références        |
| ------------------------------- | ---------- | -------- | ----------------- |
| Billboard Hot R&B/Hip-Hop Songs | États-Unis | 7        | [réf. nécessaire] |
| Billboard Hot R&B Songs         | États-Unis | 22       | [ 4 ]             |